# Associazione Calcio Napoli 1940-1941
Questa voce raccoglie le informazioni riguardanti l'Associazione Calcio Napoli nelle competizioni ufficiali della stagione 1940-1941.

## Stagione
La stagione 1940-1941 del Napoli è la dodicesima stagione in Serie A e la quindicesima complessiva in massima serie. La squadra arriva settima in campionato e in Coppa Italia viene eliminata ai sedicesimi di finale dal Torino.

## Divise
| Prima divisa | Divisa portiere |

## Organigramma societario
Dirigenza
- Presidente: Tommaso Leonetti

Staff tecnico
- Allenatore: Antonio Vojak

## Rosa
| N. |                    | Ruolo | Calciatore                    |
| -- | ------------------ | ----- | ----------------------------- |
|    | Italia (bandiera)  | P     | Giacomo Blason                |
|    | Italia (bandiera)  | P     | Silvano Pipan                 |
|    | Italia (bandiera)  | P     | Arnaldo Sentimenti (capitano) |
|    | Italia (bandiera)  | P     | Eriberto Braglia              |
|    | Italia (bandiera)  | D     | Luigi Cassano                 |
|    | Italia (bandiera)  | D     | Aldo Fabbro                   |
|    | Uruguay (bandiera) | D     | Maximiliano Faotto            |
|    | Italia (bandiera)  | D     | Bruno Gramaglia               |
|    | Italia (bandiera)  | D     | Mario Maltoni                 |
|    | Italia (bandiera)  | D     | Luigi Milano                  |
|    | Italia (bandiera)  | D     | Aldo Monsellato               |

| N. |                      | Ruolo | Calciatore           |
| -- | -------------------- | ----- | -------------------- |
|    | Italia (bandiera)    | D     | Mario Pretto         |
|    | Italia (bandiera)    | D     | Silverio Tricoli     |
|    | Italia (bandiera)    | C     | Umberto Busani       |
|    | Italia (bandiera)    | C     | Renato Cappellini    |
|    | Italia (bandiera)    | C     | Alfonso Negro        |
|    | Italia (bandiera)    | C     | Luigi Rosellini      |
|    | Italia (bandiera)    | C     | Alberto Rosso        |
|    | Argentina (bandiera) | A     | Evaristo Barrera     |
|    | Italia (bandiera)    | A     | Giuseppe Cadregari   |
|    | Italia (bandiera)    | A     | Carlo Alberto Quario |
|    | Italia (bandiera)    | A     | Giovanni Venditto    |

## Calciomercato
| Acquisti | Acquisti           | Acquisti | Acquisti   |
| R.       | Nome               | da       | Modalità   |
| -------- | ------------------ | -------- | ---------- |
| P        | Giacomo Blason     | Lazio    | definitivo |
| D        | Maximiliano Faotto | Lazio    | definitivo |
| D        | Luigi Milano       | Lazio    | definitivo |
| D        | Aldo Monsellato    | Molfetta | definitivo |
| C        | Umberto Busani     | Lazio    | definitivo |
| C        | Renato Cappellini  | Bari     | definitivo |
| C        | Alberto Rosso      | Livorno  | definitivo |
| A        | Evaristo Barrera   | Lazio    | definitivo |
| A        | Giuseppe Cadregari | Crema    | definitivo |

| Cessioni | Cessioni         | Cessioni            | Cessioni       |
| R.       | Nome             | a                   | Modalità       |
| -------- | ---------------- | ------------------- | -------------- |
| D        | Luigi Castello   | Littorio Rivarolo   | definitivo     |
| D        | Pietro Pastorino | Liguria             | definitivo     |
| D        | Italo Romagnoli  | Lazio               | definitivo     |
| D        | Egidio Turchi    | Lucchese            | definitivo     |
| C        | Carlo Biagi      | -                   | fine contratto |
| C        | Germano Mian     | Udinese             | definitivo     |
| C        | Filippo Prato    | Baratta Battipaglia | definitivo     |
| C        | Mario Zanni      | Liguria             | definitivo     |
| A        | Giuseppe Gerbi   | Pontedera           | definitivo     |
| A        | Nereo Rocco      | Padova              | definitivo     |

## Risultati

### Serie A

#### Girone di andata
| Arbitro: | Ciamberlini (Genova) |

|                                        |           |  |
| Boffi 1’, 38’ Faccenda 8’ Cappello 65’ | Marcatori |  |

| Arbitro: | Scarpi (Dolo) |

|  |           |                          |
|  | Marcatori | 18’ Valcareggi 20’ Menti |

| Arbitro: | Ciamberlini (Genova) |

|           |           |            |
| Piola 73’ | Marcatori | 38’ Quario |

| Arbitro: | Pizziolo (Firenze) |

|                       |           |                            |
| Milano 21’ Busani 49’ | Marcatori | 2’ Lushta 12’ (rig.) Borel |

| Arbitro: | Conticini (Firenze) |

|                |           |                           |
| Scarabello 30’ | Marcatori | 13’ Barrera 57’ Rosellini |

| Arbitro: | Dattilo (Roma) |

|                                     |           |                                                        |
| Barrera 15’ Rosellini 40’, 53’, 75’ | Marcatori | 35’ Puricelli 62’ Reguzzoni 70’ Andreoli 88’ Reguzzoni |

| Arbitro: | Ciamberlini (Genova) |

|                         |           |  |
| Busani 2’ Rosellini 36’ | Marcatori |  |

| Arbitro: | Forni (Trento) |

|              |           |  |
| Ferraris 28’ | Marcatori |  |

| Arbitro: | Carpani (Milano) |

|            |           |                        |
| Quario 43’ | Marcatori | 48’ Zidarich 87’ Carta |

| Arbitro: | Saracini (Ancona) |

|                        |           |  |
| Grezar 41’ Cergoli 63’ | Marcatori |  |

| Napoli 22 dicembre 1940 11ª giornata | Napoli | 2 – 1 referto | Roma |  |

| Torino 29 dicembre 1940 12ª giornata | Torino | 6 – 2 referto | Napoli |  |

| Napoli 5 gennaio 1941 13ª giornata | Napoli | 4 – 1 referto | Atalanta |  |

| Venezia 12 gennaio 1941 14ª giornata | Venezia | 1 – 1 referto | Napoli |  |

| Napoli 19 gennaio 1941 15ª giornata | Napoli | 3 – 1 referto | Bari |  |

#### Girone di ritorno
| Napoli 26 gennaio 1941 16ª giornata | Napoli | 3 – 2 referto | Milano |  |

| Firenze 2 febbraio 1941 17ª giornata | Fiorentina | 1 – 2 referto | Napoli |  |

| Napoli 9 febbraio 1941 18ª giornata | Napoli | 0 – 2 A tav. referto | Lazio |  |

| Torino 16 febbraio 1941 19ª giornata | Juventus | 0 – 0 referto | Napoli |  |

| Napoli 23 febbraio 1941 20ª giornata | Napoli | 1 – 0 referto | Genova 1893 |  |

| Bologna 2 marzo 1941 21ª giornata | Bologna | 3 – 0 referto | Napoli |  |

| Novara 9 marzo 1941 22ª giornata | Novara | 1 – 0 referto | Napoli |  |

| Napoli 16 marzo 1941 23ª giornata | Napoli | 0 – 1 referto | Ambrosiana-Inter |  |

| Livorno 23 marzo 1941 24ª giornata | Livorno | 1 – 1 referto | Napoli |  |

| Napoli 30 marzo 1941 25ª giornata | Napoli | 1 – 0 referto | Triestina |  |

| Roma 6 aprile 1941 26ª giornata | Roma | 2 – 2 referto | Napoli |  |

| Napoli 13 aprile 1941 27ª giornata | Napoli | 2 – 1 referto | Torino |  |

| Bergamo 20 aprile 1941 28ª giornata | Atalanta | 4 – 0 referto | Napoli |  |

| Napoli 27 aprile 1941 29ª giornata | Napoli | 1 – 1 referto | Venezia |  |

| Bari 4 maggio 1941 30ª giornata | Bari | 0 – 4 referto | Napoli |  |

### Coppa Italia
| Arbitro: | Limido (Milano) |

|                       |           |            |
| Cappellini 38’ (aut.) | Marcatori | 13’ Quario |

| Arbitro: | Dattilo (Roma) |

|                |           |                                     |
| Cappellini 89’ | Marcatori | 78’ Michelini 82’ (rig.) Piacentini |

## Statistiche

### Statistiche di squadra
| Competizione | Punti | In casa | In casa | In casa | In casa | In casa | In casa | In trasferta | In trasferta | In trasferta | In trasferta | In trasferta | In trasferta | Totale | Totale | Totale | Totale | Totale | Totale | DR |
| Competizione | Punti | G       | V       | N       | P       | Gf      | Gs      | G            | V            | N            | P            | Gf           | Gs           | G      | V      | N      | P      | Gf     | Gs     | DR |
| ------------ | ----- | ------- | ------- | ------- | ------- | ------- | ------- | ------------ | ------------ | ------------ | ------------ | ------------ | ------------ | ------ | ------ | ------ | ------ | ------ | ------ | -- |
| Serie A      | 30    | 15      | 8       | 3       | 4       | 26      | 20      | 15           | 3            | 5            | 7            | 15           | 28           | 30     | 11     | 8      | 11     | 41     | 48     | -7 |
| Coppa Italia |       | 1       | 0       | 0       | 1       | 1       | 2       | 1            | 0            | 1            | 0            | 1            | 1            | 2      | 0      | 1      | 1      | 2      | 3      | -1 |
| Totale       |       | 16      | 8       | 3       | 5       | 27      | 22      | 16           | 3            | 6            | 7            | 16           | 29           | 32     | 11     | 9      | 12     | 43     | 51     | -8 |

### Statistiche dei giocatori
| Giocatore     | Serie A  | Serie A | Coppa Italia | Coppa Italia | Totale   | Totale |
| Giocatore     | Presenze | Reti    | Presenze     | Reti         | Presenze | Reti   |
| ------------- | -------- | ------- | ------------ | ------------ | -------- | ------ |
| E. Barrera    | 27       | 9       | 2            | 0            | 29       | 9      |
| G. Blason     | 18       | -20     | 2            | -3           | 20       | -23    |
| E. Braglia    | 0        | 0       | 0            | 0            | 0        | 0      |
| U. Busani     | 30       | 8       | 2            | 0            | 32       | 8      |
| G. Cadregari  | 9        | 1       | 1            | 0            | 10       | 1      |
| R. Cappellini | 24       | 1       | 2            | 1            | 26       | 2      |
| L. Cassano    | 0        | 0       | 0            | 0            | 0        | 0      |
| A. Fabbro     | 29       | 1       | 2            | 0            | 31       | 1      |
| M. Faotto     | 28       | 0       | 2            | 0            | 30       | 0      |
| B. Gramaglia  | 26       | 0       | 0            | 0            | 26       | 0      |
| M. Maltoni    | 0        | 0       | 0            | 0            | 0        | 0      |
| L. Milano     | 30       | 1       | 1            | 0            | 31       | 1      |
| A. Monsellato | 0        | 0       | 0            | 0            | 0        | 0      |
| A. Negro      | 3        | 0       | 0            | 0            | 3        | 0      |
| S. Pipan      | 3        | -9      | 0            | 0            | 3        | -9     |
| M. Pretto     | 30       | 0       | 2            | 0            | 32       | 0      |
| C.A. Quario   | 27       | 7       | 2            | 1            | 29       | 8      |
| L. Rosellini  | 28       | 13      | 2            | 0            | 30       | 13     |
| A. Rosso      | 1        | 0       | 0            | 0            | 1        | 0      |
| A. Sentimenti | 9        | -17     | 0            | 0            | 9        | -17    |
| S. Tricoli    | 8        | 0       | 2            | 0            | 10       | 0      |
| G. Venditto   | 0        | 0       | 0            | 0            | 0        | 0      |